# Венсенн
Венсе́нн (фр. Vincennes) — місто та муніципалітет у Франції, у регіоні Іль-де-Франс, департамент Валь-де-Марн. Населення — 48 798 осіб (01.01.2021).
Муніципалітет розташований на відстані близько 7 км на схід від Парижа, 7 км на північ від Кретея.

## Демографія
Динаміка населення (INSEE ):
Розподіл населення за віком та статтю (2006):
| Стать | Всього | До 15 років | 15-24 | 25-44 | 45-64 | 65-85 | Понад 85 |
| --- | ------ | ----------- | ----- | ----- | ----- | ----- | -------- |
| Чоловіки | 21 973 | 3786        | 2299  | 8527  | 4828  | 2287  | 246      |
| Жінки | 25 505 | 3682        | 2620  | 9019  | 5671  | 3767  | 746      |
| \| Статево-вікова піраміда \| Статево-вікова піраміда \| Статево-вікова піраміда \| \| ----------------------- \| ----------------------- \| ----------------------- \| \| Чоловіки \| Вік \| Жінки \| \| 246 \| 85 + \| 746 \| \| 435 \| 80-84 \| 963 \| \| 561 \| 75-79 \| 915 \| \| 642 \| 70-74 \| 1030 \| \| 649 \| 65-69 \| 859 \| \| 792 \| 60-64 \| 978 \| \| 1316 \| 55-59 \| 1579 \| \| 1312 \| 50-54 \| 1469 \| \| 1408 \| 45-49 \| 1645 \| \| 1676 \| 40-44 \| 1792 \| \| 2187 \| 35-39 \| 2114 \| \| 2454 \| 30-34 \| 2486 \| \| 2210 \| 25-29 \| 2627 \| \| 1303 \| 20-24 \| 1576 \| \| 996 \| 15-20 \| 1044 \| \| 1101 \| 10-14 \| 909 \| \| 1208 \| 5-9 \| 1216 \| \| 1477 \| 0-4 \| 1557 \| |        |             |       |       |       |       |          |
| Статево-вікова піраміда |        |             |       |       |       |       |          |
| Чоловіки | Вік    | Жінки       |       |       |       |       |          |
| 246 | 85 +   | 746         |       |       |       |       |          |
| 435 | 80-84  | 963         |       |       |       |       |          |
| 561 | 75-79  | 915         |       |       |       |       |          |
| 642 | 70-74  | 1030        |       |       |       |       |          |
| 649 | 65-69  | 859         |       |       |       |       |          |
| 792 | 60-64  | 978         |       |       |       |       |          |
| 1316 | 55-59  | 1579        |       |       |       |       |          |
| 1312 | 50-54  | 1469        |       |       |       |       |          |
| 1408 | 45-49  | 1645        |       |       |       |       |          |
| 1676 | 40-44  | 1792        |       |       |       |       |          |
| 2187 | 35-39  | 2114        |       |       |       |       |          |
| 2454 | 30-34  | 2486        |       |       |       |       |          |
| 2210 | 25-29  | 2627        |       |       |       |       |          |
| 1303 | 20-24  | 1576        |       |       |       |       |          |
| 996 | 15-20  | 1044        |       |       |       |       |          |
| 1101 | 10-14  | 909         |       |       |       |       |          |
| 1208 | 5-9    | 1216        |       |       |       |       |          |
| 1477 | 0-4    | 1557        |       |       |       |       |          |

## Економіка
2010 року серед 33 717 осіб працездатного віку (15—64 років) 27 653 були активними, 6064 — неактивними (показник активності 82,0%, у 1999 році було 79,3%). З 27 653 активних мешканців працювало 25 370 осіб (12 348 чоловіків та 13 022 жінки), безробітними було 2283 (1082 чоловіки та 1201 жінка). Серед 6064 неактивних 3040 осіб було учнями чи студентами, 1645 — пенсіонерами, 1379 були неактивними з інших причин.

У 2010 році у муніципалітеті числилось 23295 оподаткованих домогосподарств, у яких проживали 47414,0 особи, медіана доходів виносила 30 421 євро на одного особоспоживача.

## Венсенн і Україна
Від 9 березня 1961 року у Венсені знаходиться резиденція українських греко-католицьких єпископів Франції, котрі очолювали спершу – екзархат, від 19 січня 2012 року – Єпархію Святого Володимира Великого у Парижі Української Греко-Католицької Церкви. 

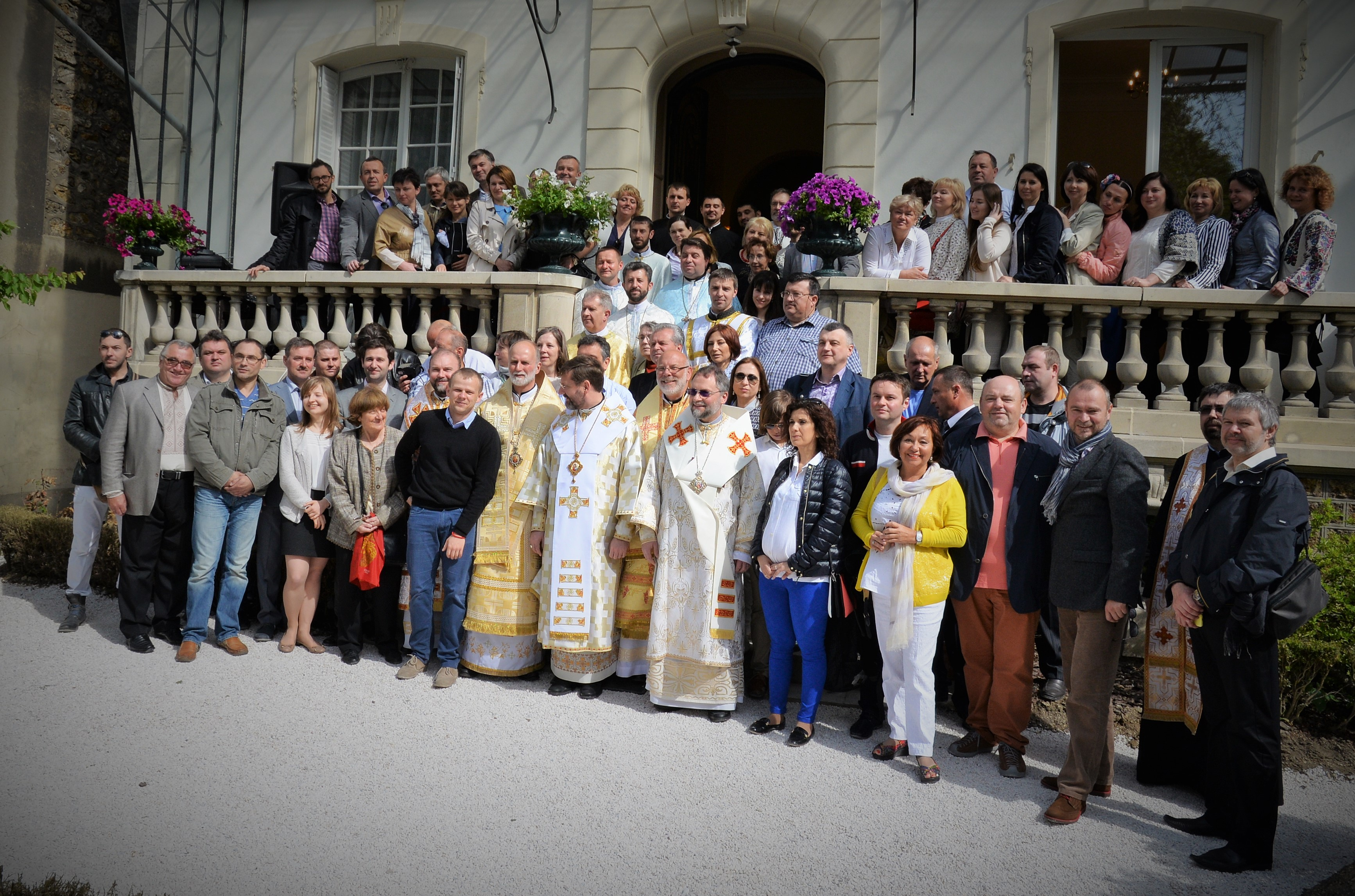
Блаженніший Святослав (Шевчук) у Єпархіяльному Домі УГКЦ у Венсені 9 травня 2015 року після освячення там каплиці

Від 2 грудня 2012 року українським греко-католицьким єпископом Парижу є владика Борис (Ґудзяк), на запрошення якого 9 травня 2015 року резиденцію у Венсені відвідав предстоятель УГКЦ Блаженніший Святослав (Шевчук), який освятив там каплицю свв. Бориса і Гліба [Архівовано 20 березня 2017 у Wayback Machine.] та надав резиденції новий статус – Єпархіяльного Дому УГКЦ.
З благословення владики Бориса (Ґудзяка) та за порозумінням із римо-католицькою дієцезією м. Кретей [Архівовано 31 січня 2011 у Wayback Machine.], починаючи від 25 вересня 2016 року у Венсені в каплиці французьких скаутів за адресою 35 Rue Mirabeau, 94300 Vincennes щонеділі о 10 год. відбуваються Божественні Літургії для українських греко-католиків, котрі мешкають у департаментах Сена-Сан-Дені та Валь-де-Марн.